# Arcidiecéze vídeňská
Arcidiecéze vídeňská (latinsky: Archidioecesis Viennensis nebo Vindobonensis) je katolickým metropolitním sídlem v Rakousku, které je současně obsazeno Christophem kardinálem Schönbornem.

## Územní rozsah

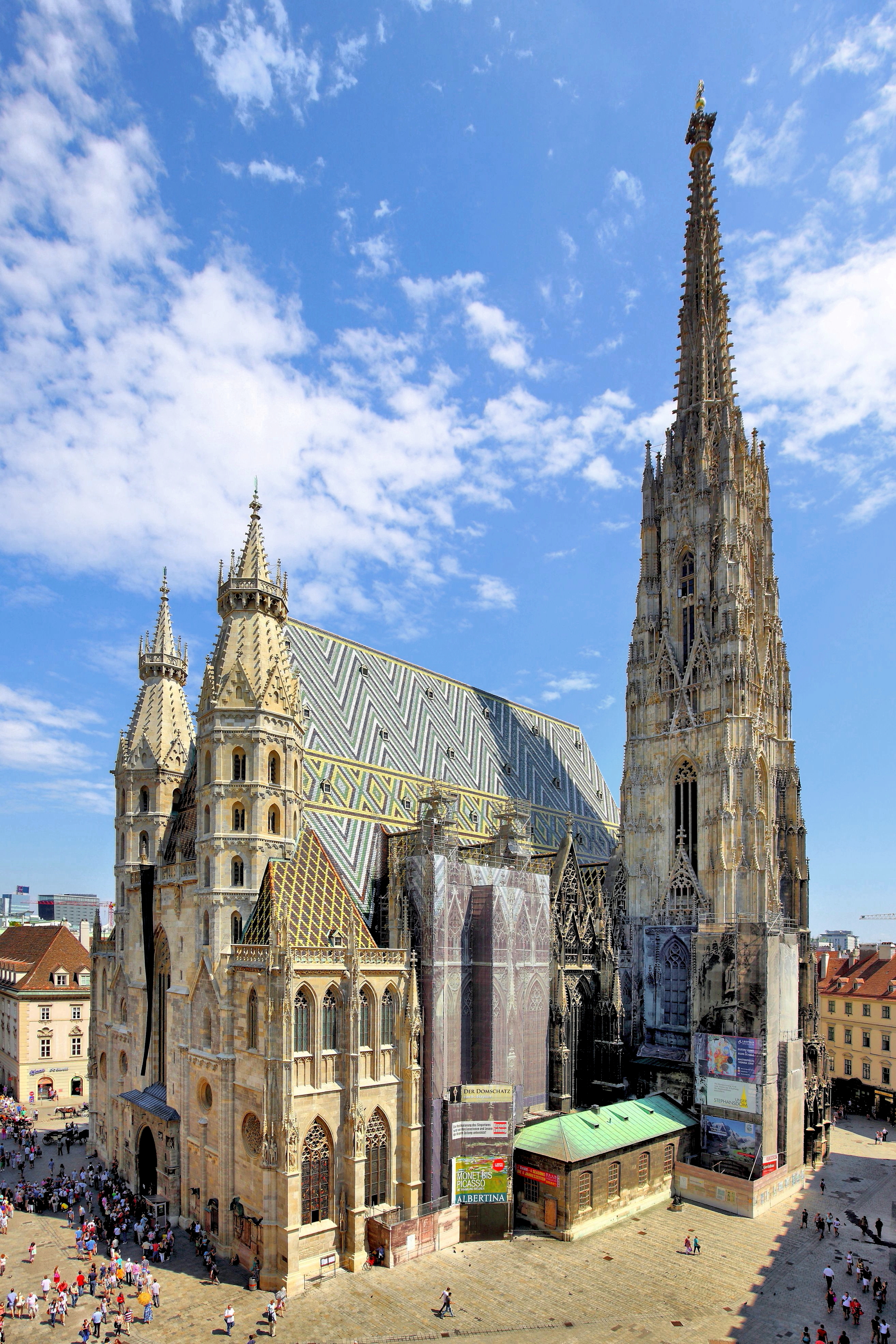
Dóm sv. Štěpána

Diecéze zahrnuje město Vídeň a východní část Dolních Rakous. Biskupským sídlem je Vídeň, katedrálou dóm sv. Štěpána. Od roku 1937 přestala být součástí arcidiecéze farnost Valtice, která ležela na území Československa, a proto připadla k brněnské diecézi.

## Historický přehled

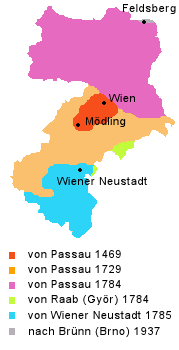
Územní vývoj vídeňské diecéze

Vídeňská diecéze byla ustanovena bulou In supremae dignitatis specula papeže Pavla II. z 18. ledna 1469, která vyčlenila území z diecéze pasovské.
V letech 1469–1513 byli pro správu diecéze jmenování apoštolští administrátoři, kteří nemuseli sídlit v diecézi.
Bulou Suprema dispositione papeže Inocenc XIII. z 1. června 1722 byla diecéze povýšena na metropolitní arcidiecézi.
Od roku 1631 do roku 1918 měli biskupové titul říšského knížete.

## Statistické údaje
Na konci roku 2004 měla v populaci 2 423 466 osob celkem 1 360 433 pokřtěných, tedy 56,1% obyvatelstva.

## Osobnosti
- Sv. Severin (okolo 410 – 8. ledna 482) apoštol Norica
- Sv. Leopold (1073 – 15. listopadu 1136) markrabě a zemský patron Dolního Rakouska, Horního Rakouska a Vídně.
- Sv. Jan Kapistránský (24. června 1386 – 23. října 1456) kazatel, reformovaný františkán
- Bl. Marek z Aviana (1631–1699) kazatel, kapucín
- Abrahám od svaté Kláry (2. července 1644 – 1. prosince 1709 Vídeň) kazatel a spisovatel
- Sv. Klement Maria Hofbauer (26. prosince 1751 – 15. března 1820 Vídeň) kazatel, redemptorista, patron města Vídně.